# Třída Sandown
Třída Sandown je třída minolovek britského královského námořnictva. Jsou určeny k vyhledávání a ničení min. Celkem bylo v letech 1989–2002 dokončeno patnáct jednotek této třídy, z toho dvanáct pro britské královské námořnictvo a tři pro námořnictvo Saúdské Arábie. Roku 2024 zůstávala ve službě v britském námořnictvu poslední minolovka Bangor. Vyřazená plavidla získalo Estonsko (3 ks), Rumunsko (2 ks) a Ukrajina (2 ks).

## Stavba
Všech 15 jednotek této třídy postavila britská loděnice Vosper Thornycroft ve Woolstonu. Stavby první jednotky této třídy byla zahájena v roce 1987. Britské námořnictvo do služby zařadilo minolovky Sandown, Inverness, Cromer, Walney, Bridport, Penzance, Pembroke, Grimsby, Bangor, Ramsey, Blyth a Shoreham.
Jednotky třída Sandown:
| Jméno                | Uživatel       | Spuštěna           | Vstup do služby    | Status |
| -------------------- | -------------- | ------------------ | ------------------ | --- |
| HMS Sandown (M101)   | Velká Británie | 18. dubna 1988     | 9. června 1989     | Vyřazena 2004, prodána Estonsku jako Admiral Cowan (M313). |
| HMS Inverness (M102) | Velká Británie | 27. února 1990     | 5. března 1991     | Vyřazena 2004, prodána Estonsku jako Sakala (M314). |
| HMS Cromer (M103)    | Velká Británie | 3. října 1990      | 14. listopadu 1991 | Vyřazena 2001, je trvale ukotvena a slouží k výcviku pod novým jménem Hindostan, aktivní. |
| HMS Walney (M104)    | Velká Británie | 25. listopadu 1991 | 20. února 1993     | Vyřazena 2010. |
| HMS Bridport (M105)  | Velká Británie | 30. července 1992  | 7. listopadu 1993  | Vyřazena 2003, prodána Estonsku jako Ugandi (M315). |
| HMS Penzance (M106)  | Velká Británie | 11. března 1997    | 14. května 1998    | Vyřazena v lednu 2024. |
| HMS Pembroke (M107)  | Velká Británie | 15. prosince 1997  | 6. července 2000   | Vyřazena v ledenu 2024. Dne 4. srpna 2025 předána rumunskému námořnictvu jako Căpitan Constantin Dumitrescu (M-271). |
| HMS Grimsby (M108)   | Velká Británie | 10. srpna 1998     | 25. září 1999      | Vyřazena 2022. Dne 2. července 2023 předána ukrajinskému námořnictvu jako Černihiv (M310). Aktivní. |
| HMS Bangor (M109)    | Velká Británie | 16. dubna 1999     | 26. července 2000  | Dne 19. ledna 2024 v Bahrajnu vážně poškozena srážkou s minolovkou HMS Chiddingfold (M37). V spnu 2024 bylo poškozené plavidlo přesunuto k opravě do zařízení Bahrain Ship Repairing and Engineering Company (BASREC). Aktivní. |
| HMS Ramsey (M110)    | Velká Británie | 25. listopadu 1999 | 22. června 2001    | Vyřazena 4. srpna 2021. |
| HMS Blyth (M111)     | Velká Británie | 4. července 2000   | 14. srpna 2001     | Vyřazena 4. srpna 2021. Dne 2. října 2023 předána rumunskému námořnictvu jako Sublocotenent Ion Ghiculescu (M-270). Aktivní. |
| HMS Shoreham (M112)  | Velká Británie | 9. dubna 2001      | 20. července 2002  | Vyřazena 2022. Dne 2. července 2023 předána ukrajinskému námořnictvu jako Čerkasy (M311). Aktivní. |
| Al Jawf (420)        | Saúdská Arábie | 2. srpna 1989      | 21. prosince 1991  | Aktivní. |
| Shaqra (422)         | Saúdská Arábie | 15. května 1991    | 8. února 1993      | Aktivní. |
| Al Kharj (424)       | Saúdská Arábie | 9. února 1993      | 1. září 1994       | Aktivní. |

## Konstrukce

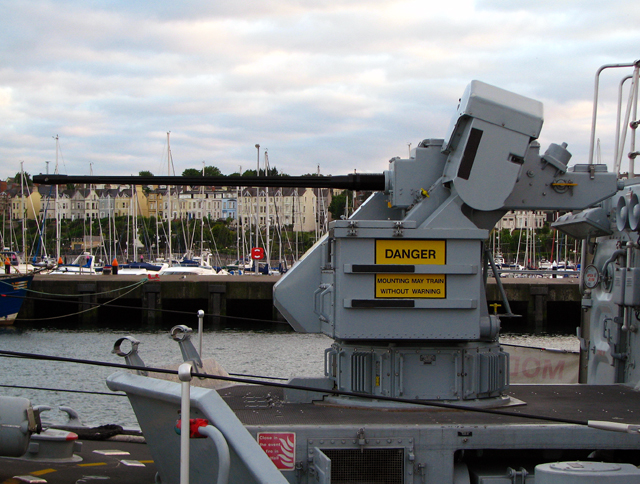
30mm kanón Oerlikon

Plavidla jsou postavena z nemagnetických materiálů. Trup je vyroben ze sklolaminátu a plastů. Jsou vybaveny řídícím systémem NAUTIS. Palubní sonar s měnitelnou hloubkou ponoru Thales Underwater Systems 2093 dovoluje vyhledávat miny až ve hloubce 200 metrů. Při jejich likvidaci pomáhají jak dálkově ovládané prostředky Atlas Elektronik SeaFox (původně ECA PAP 104 MK5), tak potápěči, kteří mohou použít palubní dekompresní komoru. Obrannou výzbroj tvoří jeden 30mm kanón Oerlikon s dostřelem 10 km. Pohonný systém tvoří dva diesely Alsthom Paxman Valenta 6 RP200E, pohánějící dva cykloidní pohony Voith-Schneider. Nejvyšší rychlost dosahuje 13 uzlů.

### Modernizace
Na minolovce Pembroke byly roku 2020 řídící systém NAUTIS nahrazen novým řídícím systémem ORCA (Oceanographic Reconnaissance Combat Architecture). Pembroke tuto modernizaci prodělala jako první z britských minolovek.

## Uživatelé
Spojené království

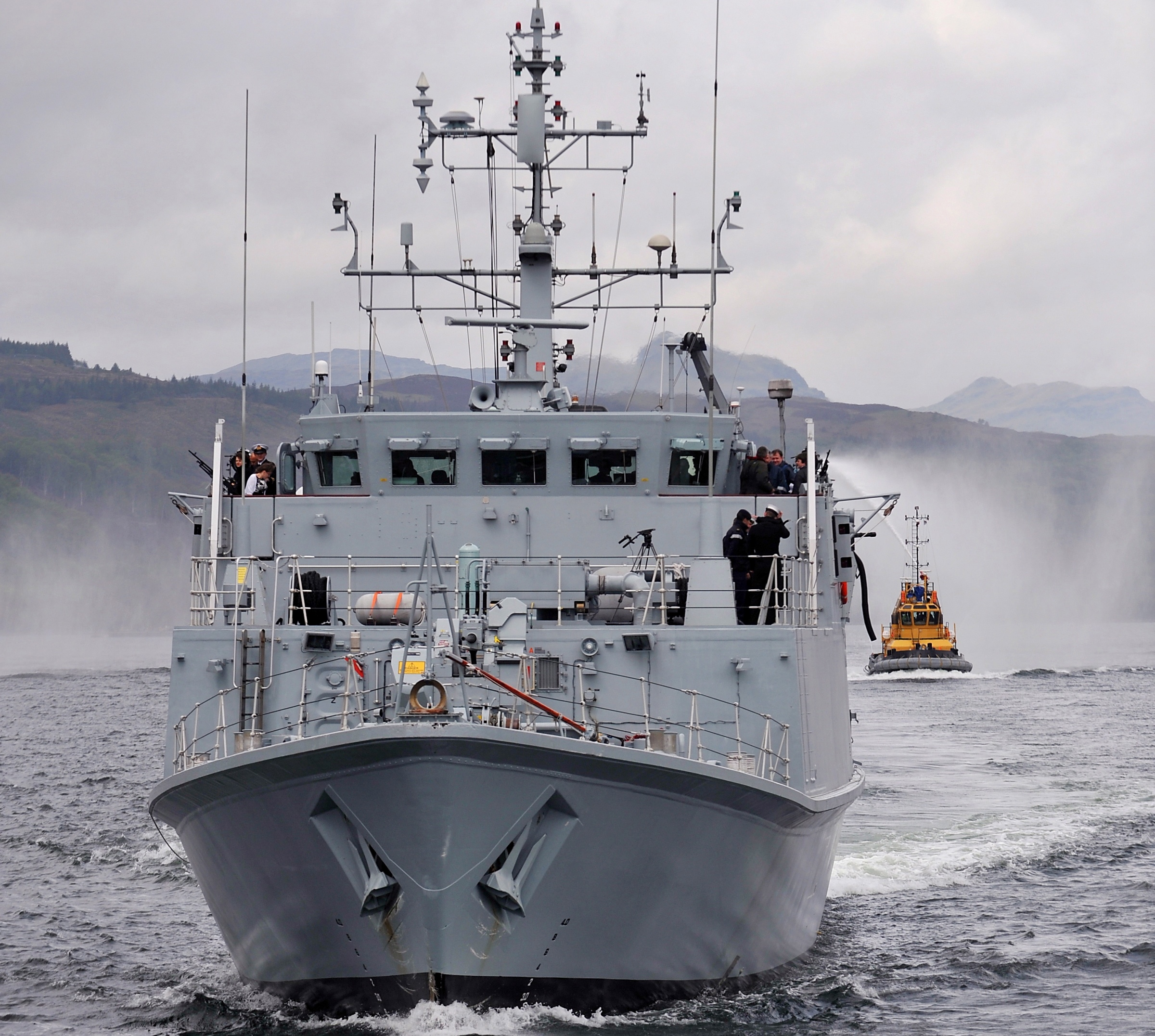
HMS Ramsey (M110)

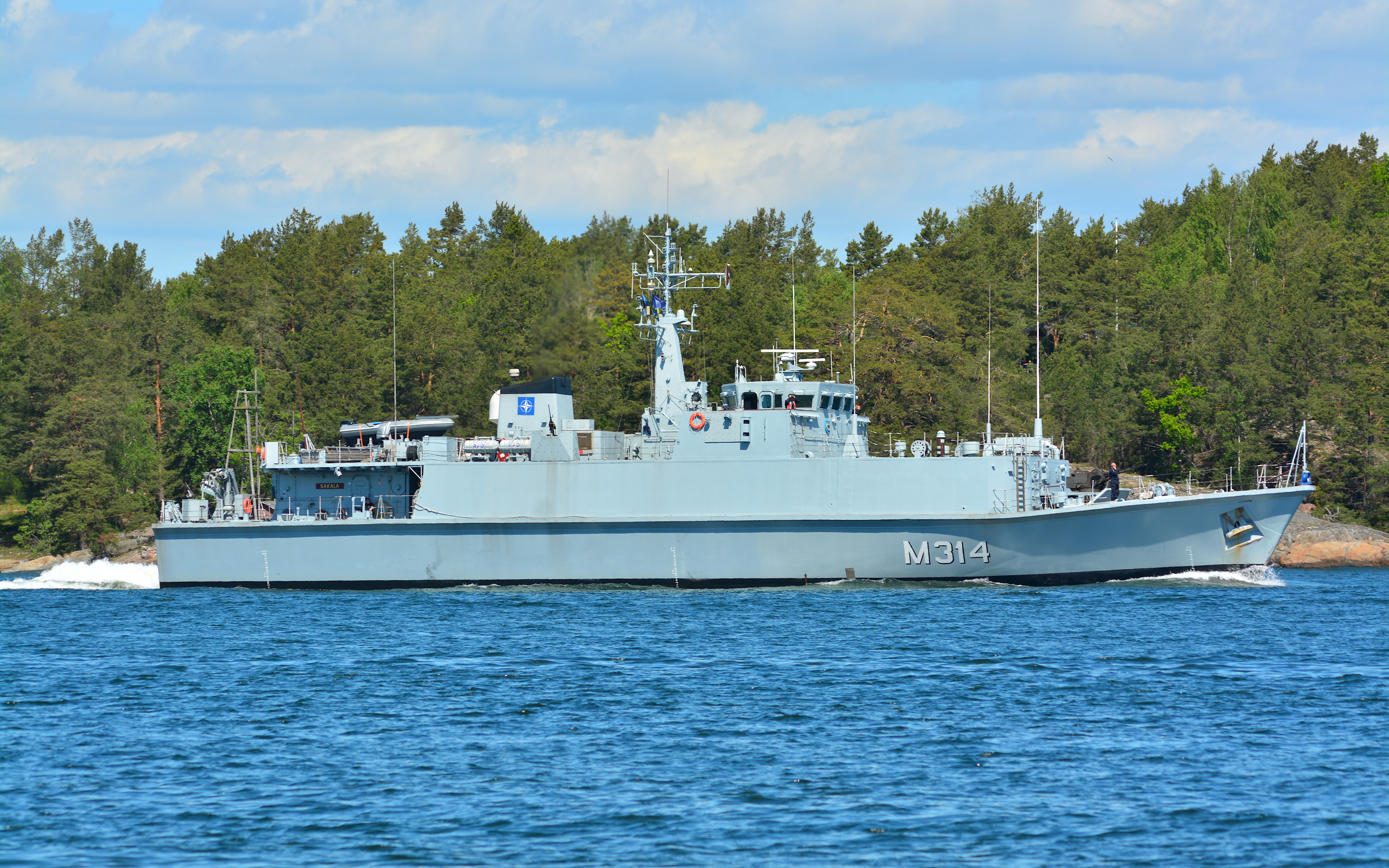
Estonská minolovka Sakala (M314, ex HMS Inverness)

- Britské královské námořnictvo – Postaveno 12 jednotek. Minolovka Walney byla vyřazena, Cromer převedena k výcviku a přejmenována na HMS Hindostan, tři jednotky byly prodány do Estonska a dvě jednotky byly prodány do Ukrajiny. Zbývající tři plavidla nyní tvoří MCM1 (Mine Counter Measures squadron 1) operující ze základny HMNB Clyde ve Skotsku.[6] Roku 2024 zůstávala ve službě poslední minolovka Bangor.

 Estonsko
- Estonské námořnictvo – Tři jednotky zakoupené v letech 2007–2009 z britských přebytků. Jmenují se Admiral Cowan (M313, ex HMS Sandown), Sakala (M314, ex HMS Inverness) a Ugandi (M315, ex HMS Bridport).

 Rumunsko
- Rumunské námořnictvo – V roce 2023 zakoupeny minolovky Sublocotenent Ion Ghiculescu (M-270, ex HMS Blyth) a Căpitan Constantin Dumitrescu (M-271, ex HMS Pembroke).[7]

 Saúdská Arábie
- Saúdské královské námořnictvo – Tři jednotky, pojmenované Al Jawf (420), Shaqra (422) a Al Kharj (424).

 Ukrajina
- Ukrajinské námořnictvo – Roku 2021 podepsáno memorandum o zakoupení dvou jednotek bývalých britských minolovek třídy Sandown.[8] Jmenují se Černihiv (M310, ex HMS Grimsby), Čerkasy (M311, ex HMS Shoreham). Do služby byly přijaty 2. července 2023 při ceremoniálu v Glasgow. Turecko následně neumožnilo transfer obou minolovek do Černého moře s odvoláním na dohodu z Montreaux. Dodalo, že pro válečné lodě Ruska a Ukrajiny budou úžiny uzavřeny až do konce války. Proto se dočasnou základnou obou plavidel stala britská HMNB Portsmouth.[9]